# Medicina subacquea
La medicina subacquea consiste nella diagnosi, trattamento e prevenzione delle condizioni patologiche causate dell'entrata dell'essere umano nell'ambiente subacqueo. Include lo studio degli effetti sul corpo umano della pressione sui gas, la diagnosi e il trattamento degli infortuni marini e come la sicurezza del subacqueo sia influenzata dalla sua idoneità fisica.
La medicina iperbarica è una branca di questa, relativa all'esperienza subacquea sul campo, dal momento che la decompressione in camera iperbarica viene utilizzata come trattamento delle due patologie più diffuse in questo sport: la malattia da decompressione e l'embolia gassosa arteriosa.

## Effetti della profondità e della pressione
L'esposizione del corpo umano a pressioni superiori a quella atmosferica provoca delle modificazioni a carico sia dei gas respiratori che della dinamica della circolazione sanguigna.
In particolare con l'aumentare della profondità aumenteranno le pressioni parziali dei gas disciolti nel sangue:
- Ossigeno (O2);
- Azoto (N2);
- Anidride Carbonica (CO2)

Questi tre gas sono i componenti dell'aria che il subacqueo respira dalle bombole: l'O2 e la CO2 sono utilizzati nei processi respiratori, l'N2 invece non partecipa a tali processi ma si deposita nei tessuti di tutto l'organismo e per questo motivo viene definito inerte.
Quando il subacqueo inizia la risalita l'inerte comincia a lasciare i tessuti in seguito al diminuire della pressione, se la risalita avviene troppo velocemente l'N2 si libera nel sangue in maniera tumultuosa formando delle bolle sempre più grandi e tali da non poter essere eliminate attraverso il filtro polmonare; le bolle gassose tenderanno ad aggregarsi tra di loro ostruendo i vasi sanguigni per formazione di emboli gassosi oppure si formeranno all'interno di organi e tessuti provocando danni d'organo.
La maggior parte degli incidenti è legata agli effetti della profondità/pressione sui gas del corpo; ad esempio la Patologia da Decompressione, la sovradistensione ed enfisema polmonare, la narcosi da azoto, la tossicità dell'ossigeno, l'embolia gassosa arteriosa e l'assorbimento della CO2. L'osteonecrosi disbarica è un esempio degli effetti sulle ossa e le articolazioni del diminuire della pressione in un subacqueo saturo di azoto.

## Rischi marini
I pericoli che possono interessare i sub includono la fauna marina, le infezioni, le acque inquinate, le correnti marine, il moto ondoso e vari elementi introdotti dall'uomo come barche, reti da pesca e quant'altro.
Il personale medico specializzato deve essere in grado di riconoscere e gestire incidenti causati da piccoli e grandi predatori e creature velenose, diagnosticare correttamente le patologie e trattare le infezioni e i malesseri da inquinamento.

## Idoneità fisica
Tutti i subacquei devono essere esenti da patologie o condizioni particolari che impattino negativamente la loro sicurezza nell'immersione subacquea. Lo specialista deve poter identificare, tramite appositi esami, trattare e mettere all'erta il paziente di eventuali condizioni che sconsiglino l'immersione o ne aumentino il rischio.
Ad esempio una persona non dovrebbe immergersi se presenta: 
- condizioni che portino a stati di coscienza alterata, come l'uso di sedativi, droghe o bevande alcooliche; svenimenti o problemi cardiaci.
- condizioni che inibiscano l'evoluzione naturale della Legge di Boyle-Mariotte, come ad esempio sinusite oppure asma cronico.
- condizioni che possano portare ad un comportamento irresponsabile, come ad esempio problemi psichiatrici o l'uso di droghe.